# NGC 2407
NGC 2407 je galaksija u zviježđu Blizancima.

## Vanjske poveznice
- SEDS: NGC 2407